# A.B. Cop
A.B. Cop è un videogioco arcade sviluppato da Aicom e pubblicato da SEGA nel 1990.

## Trama
Nei panni di un poliziotto a bordo di una hoverbike, denominata Air Bike, il giocatore deve inseguire criminali attraversando diverse località.

## Modalità di gioco
Simile a Chase H.Q. della Taito, nel videogioco il giocatore deve raggiungere, colpire ed eliminare i nemici entro il tempo limite evitando gli ostacoli. A.B. Cop introduce la presenza di un boss al termine di ogni livello.